# Hrubieszów
Hrubieszów (polsk udtale: [xruˈbjɛʂuf]; ukrainsk: Грубешів, Hrubeshiv; Yiddish: הרוביעשאָוו, Hrubyeshov eller Yiddish: רובשוב, romaniseret: Ribishoyv, Rubishoyv) er en by og en kommune (Gmina) i det sydøstlige Polen i det tidligere Lillepolen. Den ligger i voivodskabet Lublin (Województwo lubelskie) og har 16.832(2021) indbyggere og et areal på		11,00 km². Den er administrationsby i powiatet (amt) Hrubieszów.
Gennem historien blev byens kultur og arkitektur stærkt formet af dens polske romersk-katolske, græsk-katolske og jødiske indbyggere. Næsten hele det jødiske samfund i byen blev imidlertid myrdet i Holocaust. Hrubieszów er også fødestedet for den polske forfatter, Bolesław Prus.

## Historie
Området udgjorde en del af Chervenbyerne, et territorium, som blev inkluderet i den nye polske stat (ca. 960-1025) af dets første historiske hersker Mieszko 1. af Polen. Den blev invaderet og annekteret fra Polen af Kijevriget i 981, og bagefter skiftede det ejere flere gange mellem Polen og Rus', og faldt endda til Mongolske kejserdømme i midten af det 13. århundrede. Byens oprindelse går tilbage til den tidlige middelalder, hvor der eksisterede en defensiv gord på Huczwa-flodøen. Det blev første gang nævnt i 1254, som en jagtboplads beliggende blandt skove.